# Atacama Submillimeter Telescope Experiment
Pour les articles homonymes, voir Atacama et Aste.
L'Atacama Submillimeter Telescope Experiment (ASTE) est une antenne/télescope millimétrique de 10 mètres de diamètre, construite par Mitsubishi Electric, installée dans le désert d'Atacama, au Chili et qui sert comme prototype pour le projet Atacama Large Millimeter Array (ALMA).
L'ASTE a été installée sur le site de Pampa La Bola, près du Cerro Chajnantor et de l'Observatoire du Llano de Chajnantor dans le nord du Chili. Depuis son installation, l'antenne a fait preuve d'excellentes performances, et en particulier a une surface d'une précision de 19 μm (0.00075 in) r.m.s. Le télescope est contrôlé à distance grâce à des connexions satellitaires et Internet. Il est exploité par l'Observatoire astronomique national du Japon et l'Université de Tokyo, l'Université de Nagoya et l'Université d'Osaka, en coopération avec l'Université du Chili.